# Nematostella vectensis
Nematostella vectensis är en havsanemonart som beskrevs av Stephenson 1935. Nematostella vectensis ingår i släktet Nematostella och familjen Edwardsiidae. IUCN kategoriserar arten globalt som sårbar. Inga underarter finns listade i Catalogue of Life.